# 啦啦啦德玛西亚
啦啦啦德玛西亚（英文：Lalala Demacia），又称“啦啦啦撸啊撸”，是由虚拟印象工作室制作的一部根据网络游戏《英雄联盟》为背景而制作的3D微动画系列剧，该动画由多玩游戏网视频组、多玩游戏英雄联盟专区联合出品，萨拉雷为该动画的导演和编剧，制片人则为萨拉雷、古丰、三木。该动画的剧情取材于中国大陆地区英雄联盟玩家游戏文化。该动画上映后迅速窜红网络。
第一季于2011年12月9日首播，共10集。
第二季于2012年7月19日在TGA大奖赛上首播，共10集。
第三季于2013年3月6日在腾讯游戏竞技平台（TGA）上首播，共10集。